# Gestreifter Forstschnellkäfer
| Längsschnitt durch den 1. Brustabschnitt (Prothorax) (nach Reitter) |                           |
| |                           |
| Bild 1: Dalopius marginatus | Bild 2: Agriotes lineatus |
| gelb: Halsschild; rot: Vorderbrust; grün: Halsschildseitenrand A: Vorderrand der Vorderbrust (Prosternallappen) B: Dornfortsatz am Hinterende der Vorderbrust C: Halsschildhinterwinkel D: Vorderrand des Halsschildes |                           |

Der Gestreifte Forstschnellkäfer (Dalopius marginatus ) ist ein Käfer aus der Familie der Schnellkäfer und der Unterfamilie der Agriotinae. Der dunkelbraune Käfer zeigt auf jeder Flügeldecke eine breite verwaschen begrenzte gelbbraune Aufhellung, die von der Schulter bis zum Flügelende verläuft. Die gelbbraune Färbung kann auch den Großteil der Flügeldecken einnehmen, so dass die dunklere Färbung sich auf einen vorn breiten und sich nach hinten verschmälernden Streifen entlang der Naht beschränkt. Der Käfer wird 6 bis 7,5 Millimeter lang.
Die Art wird in den Roten Listen von Rheinland-Pfalz als nicht gefährdet  eingestuft.

## Bemerkungen zum Namen
Die Art wurde von Linnaeus 1758 in der berühmten 10. Auflage seiner Systema naturae unter dem wissenschaftlichen Namen Elater marginatus erstmals beschrieben. Die Beschreibung enthält das Merkmal Elytris testaceis margine undique nigris (lateinisch für „ziegelfarbene Flügeldecken am Rand überall dunkel“). Entsprechend dieser Sichtweise gibt Linné der Art den Namen marginātus „gerandet“. Heute spricht man nicht von einem dunklen Rand, sondern beschreibt die Flügeldecke als dunkel mit einer mehr oder weniger ausgedehnten hellen Längsbinde.
Der Gattungsname existiert in den zwei Schreibweisen Dalopius und Dolopius. Nach Schenkling ist der Name von altgriechisch δολώπις dolópis „von listigem Aussehen“ abgeleitet und spielt auf das Schnellvermögen des Käfers an. Gültig ist jedoch die Schreibweise Dalopius.
Die Gattung Dalopius umfasst lediglich vier Arten, von denen nur Dalopius marginatus in Europa vorkommt.

## Beschreibung des Käfers
Beim Gestreiften Forstschnellkäfer ist der Halsschildseitenrand wie bei allen Arten der Unterfamilie vorn nach unten gezogen. Im Gegensatz zur Gattung Agriotes, nach der die Unterfamilie benannt ist, verläuft dieser Rand geradlinig aufsteigend vom Vorderende des Halsschildes zu dessen Hinterecken (Bild 1 und Bild 2). Er ist breit und gegenüber dem dunkelbraunen Halsschild gelbbraun aufgehellt.
Auf der Körperunterseite ist der Halsschild mit der Vorderbrust verwachsen, die Verwachsungsnaht (Prosternalnaht) ist nicht zu einer Fühlerrinne vertieft. Die Vorderbrust ist am Vorderrand etwas erweitert und schwach gerundet. Hinten ist sie in einer langen Spitze ausgezogen, die in eine entsprechende Grube in der Mittelbrust einrasten kann. Dieser Schnellmechanismus ermöglicht es dem Käfer, sich aus der Rückenlage in die Luft zu schnellen.
Die Beine sind schwach, die Hinterhüften etwas nach innen erweitert. Die Tarsen sind alle fünfgliedrig. Die Krallen sind nicht gesägt.
Die Hinterhüfte, die nach hinten an die Hinterbrust anschließt, ist zur teilweisen Aufnahme der Hinterschenkel ausgehöhlt. Den Teil, der mit der Hinterbrust auf gleicher Ebene liegt, nennt man Schenkeldecke. Die Schenkeldecken besitzen am Innenrand beim Gestreiften Forstschnellkäfer einen stumpfen nach hinten zeigenden Zahn, verschmälern sich im ersten Drittel wenig, dann aber stark, was die Gattung Dalopius von der Gattung Sericus der Unterfamilie unterscheidet. Sie weisen keine Ecken auf.
Über der Einlenkung der Fühler vor den Augen entspringt die Stirnleiste. Diese randförmige Vorwölbung verläuft in einem leichten Bogen nach vorn zur Mitte aus. Der Kopf fällt abgerundet nach unten, die Mundwerkzeuge zeigen in der Ruhelage nach unten.
Der Halsschild ist wenig länger als breit, erreicht hinter dem Kopf bereits fast die volle Breite und verbreitert sich nach hinten zu den scharfen, etwas ausgestellten Hinterecken kaum. Auch die Flügeldecken sind kaum breiter und verschmälern sich bis zum abgerundeten Ende nur wenig. Das Schildchen ist länglich und stumpf zugespitzt.
Kopf und Halsschild sind dicht und fein punktiert, weshalb sie matt erscheinen. Die deutliche Behaarung der Oberseite ist gelbgrau. Fühler und Beine sind rotgelb. Die elfgliedrigen Fühler sind fast fadenförmig. Das zweite und dritte Fühlerglied sind etwa gleich lang, gestreckt, aber deutlich kürzer als die folgenden.

## Vorkommen
Die Käfer kommen in Kiefern- und Fichtenwäldern von der Tiefebene bis ins Gebirge in ganz Europa und auch in Sibirien vor. In Mitteleuropa sind sie von April bis Juli überall häufig und auf Gebüsch und Bäumen, vereinzelt auch unter Rinde zu finden. In den Alpen kommen sie bis in zweitausend Meter Höhe vor.

## Lebensweise
Die Larven leben im Waldboden unter Moos und in der Humusschicht. Sie ernähren sich von Wurzeln sowie von Käferlarven und Schmetterlingspuppen.